# Нариси таємної війни
Нариси таємної війни (англ. Sketches from a Secret War: A Polish Artist’s Mission to Liberate Soviet Ukraine, дослівно — Скетчі з таємної війни; повністю — «Ескізи з таємної війни: місія польського художника зі звільнення радянської України» — книга американського історика Тімоті Снайдера, видана в 2005 році.

## Сюжет
Головний герой прагне стати художником-кубістом у рідному Києві. У Європі, що пережила першу світову війну, завдяки своєму талантові він має багато різних ролей — агента розвідки, могутнього державного діяча, підпільного активіста, конспіратора протягом усього життя. Так, Генрик Ян Юзевський керував польською розвідкою в Україні, керував прикордонною Волинню в міжвоєнні роки, працював в антинацистському та антирадянському підпіллі під час другої світової війни та увійшов в опозицію проти польських сталіністів до свого арешту в 1953 році. Його особиста історія цікава сама по собі, подається крізь призму міжвоєнної історії Польської Республіки (Другої Речі Посполитої) та радянської України, правдиво розповідаючи (на основі нововиявлених архівних джерел) на основи радянської влади та ідеали тих, хто їй чинив опір. Демонструючи життєвий шлях Юзевського, ця книга звертає увагу, що його толерантна політика щодо українців на Волині з поступової полонізації українців була частиною планів Польщі подолати комуністичну загрозу. У книзі досліджуються архівні матеріали, багато з яких стали доступні лише після падіння комунізму, щоб врятувати Юзевського, своє польське середовище, а свою українську мрію із забуття. Епілог пов'язує його напрацювання з розпадом Радянського Союзу та помаранчевою революцією в Україні 2004 року. Його висновки частково складаються з нових досліджень, заснованих на архівах польських військових.

## Нагороди
- 2008 — Pro Historia Polonorum — за найкращу книгу про польську історію іноземного вченого за попередні п'ять років[10];
- 2009 — увійшла до короткого списку, як одна з трьох книг головної історичної премії Polityka 2009[10];
- 2009 — увійшла до короткого списку, як одна з дев'яти книг на здобуття премії з історії Мочарського[10].